# Atletica leggera ai Giochi della X Olimpiade - 400 metri ostacoli

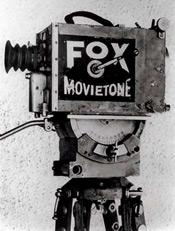
Video della Finale (alla fine Tisdall parla)

La competizione dei 400 metri ostacoli di atletica leggera ai Giochi della X Olimpiade si tenne i giorni 31 luglio e 1º agosto 1932 al Memorial Coliseum di Los Angeles.

## L'eccellenza mondiale
| Primatista mondiale        | 52”0 1928           | Morgan Taylor                 | Presente  |
| Primatisti europei         | 52”4 1928 52"4 1929 | Sten Pettersson Luigi Facelli | Presente  |
| Primatista mond.le stag.le | 52”1                | George Saling                 | Solo 110h |
| Vincitore selezioni USA    | 53”5                | Glenn Hardin                  | Presente  |

1. ↑  Le regole di qualificazione sono stringenti: passano i primi tre. Hardin ottiene il pass olimpico anche se dopo la finale dei Trials è stato squalificato per invasione di corsia.

## Risultati
| 4 Batterie   | 31 luglio | 18 partenti   | Si qualificano i primi 3. |
| 2 Semifinali | 31 luglio | 6 + 6         | Si qualificano i primi 3. |
| Finale       | 1º agosto | 6 concorrenti |                           |

### Batterie
| Pos. | Concorrente       | Nazione     | Tempo Ufficiale | Tempo Elettrico |
| ---- | ----------------- | ----------- | --------------- | --------------- |
| 1    | Morgan Taylor     | Stati Uniti | 55"8            | 55"65           |
| 2    | Sten Pettersson   | Svezia      | 56"1            |                 |
| 3    | Khristos Mantikas | Grecia      | 56"4            |                 |
| 4    | Seiken Cho        | Giappone    | 56"5            |                 |
| 5    | Alfonso González  | Messico     | 56"7            |                 |

| Pos. | Concorrente     | Nazione     | Tempo Ufficiale | Tempo Elettrico |
| ---- | --------------- | ----------- | --------------- | --------------- |
| 1    | Bob Tisdall     | Irlanda     | 54"8            | 54"63           |
| 2    | Fritz Nottbrock | Germania    | 55"0            |                 |
| 3    | Glenn Hardin    | Stati Uniti | 55"0            |                 |
| 4    | Sylvio Padilha  | Brasile     | 55"1            |                 |
| DQ   | Tom Coulter     | Canada      |                 |                 |

| Pos. | Concorrente           | Nazione     | Tempo Ufficiale | Tempo Elettrico |
| ---- | --------------------- | ----------- | --------------- | --------------- |
| 1    | Joe Healey            | Stati Uniti | 54"2            | 54"06           |
| 2    | André Adelheim        | Francia     | 54"3            |                 |
| 3    | Kell Areskoug         | Svezia      | 54"6            |                 |
| 4    | Evangelos Moiropoulos | Grecia      | 55"2            |                 |

| Pos. | Concorrente           | Nazione       | Tempo Ufficiale | Tempo Elettrico |
| ---- | --------------------- | ------------- | --------------- | --------------- |
| 1    | Luigi Facelli         | Italia        | 55"0            | 55"07           |
| 2    | David Burghley        | Gran Bretagna | 55"1            |                 |
| 3    | George Golding        | Australia     | 55"2            |                 |
| 4    | Carlos dos Reis Filho | Brasile       | 55"8            |                 |

### Semifinali
In semifinale si fa notare l'irlandese Tisdall, specialista di 400 metri piani, 120 yarde ad ostacoli e lungo, che ha un personale di 54”2 ed è solo alla sua seconda gara sulla distanza.
| Pos. | Concorrente     | Nazione       | Tempo Ufficiale | Tempo Elettrico |
| ---- | --------------- | ------------- | --------------- | --------------- |
| 1    | Glenn Hardin    | Stati Uniti   | 52"8            | 52"79           |
| 2    | Morgan Taylor   | Stati Uniti   | 52"9            |                 |
| 3    | David Burghley  | Gran Bretagna | 53"0            |                 |
| 4    | George Golding  | Australia     | 53"1            |                 |
| 5    | Sten Pettersson | Svezia        | 53"5            |                 |
| 6    | Fritz Nottbrock | Germania      | 53"7            |                 |

| Pos. | Concorrente       | Nazione     | Tempo Ufficiale | Tempo Elettrico |
| ---- | ----------------- | ----------- | --------------- | --------------- |
| 1    | Bob Tisdall       | Irlanda     | 52"8            | 52"60           |
| 2    | Kell Areskoug     | Svezia      | 53"2            |                 |
| 3    | Luigi Facelli     | Italia      | 53"2            |                 |
| 4    | Joe Healey        | Stati Uniti | 53"2            |                 |
| 5    | André Adelheim    | Francia     | 53"8            |                 |
| 6    | Khristos Mantikas | Grecia      |                 |                 |

### Finale
In finale nessuno gli resiste e vince a tempo di nuovo record mondiale. 

Il campione uscente, David Cecil (Lord Burghley), è quarto.
| Pos.    | Corsia | Concorrente    | Età | Nazione       | Tempo Ufficiale | Tempo Elettrico |
| ------- | ------ | -------------- | --- | ------------- | --------------- | --------------- |
| Oro     | 3      | Bob Tisdall    | 25  | Irlanda       | 51"8            | 51"67           |
| Argento | 6      | Glenn Hardin   | 22  | Stati Uniti   | 51"9            | 51"85           |
| Bronzo  | 4      | Morgan Taylor  | 29  | Stati Uniti   | 52"0            | 51"96           |
| 4       | 5      | David Burghley | 27  | Gran Bretagna | 52"2            | 52"01           |
| 5       | 2      | Luigi Facelli  | 34  | Italia        | 53"0            |                 |
| 6       | 1      | Kell Areskoug  | 25  | Svezia        | 54"6            |                 |

Il record di Tisdall non è omologabile poiché l'atleta ha abbattuto un ostacolo. Il secondo classificato, Hardin, è andato anch'egli sotto il precedente limite. Siccome il suo percorso è stato netto, il primato mondiale e quello olimpico sono assegnati all'americano.

La medaglia di bronzo Morgan Taylor rimarrà a lungo l'unico atleta ad aver vinto tre medaglie olimpiche nei 400 ostacoli (1924-28-32). Solo Edwin Moses lo eguaglierà nel 1988.